# Metro w Brescii

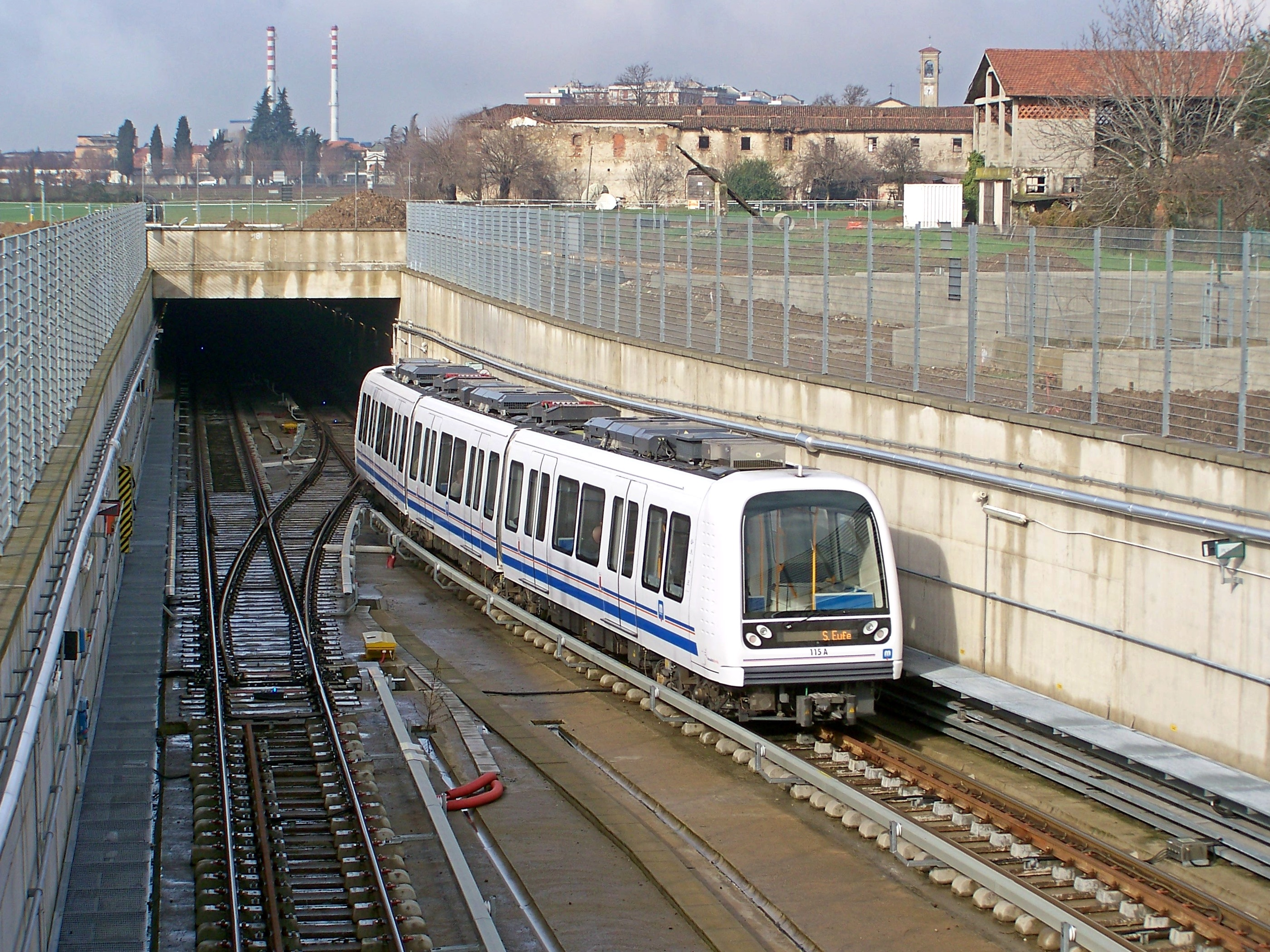
Skład Ansaldo Breda na trasie metra w Brescii

Metro w Brescii (wł. Metropolitana di Brescia) – system metra lekkiego zlokalizowany w Brescii we Włoszech. Mianem systemu określa się jedną linię o długości 13,7 km.
Pierwsze projekty budowy metra w niespełna 200-tysięcznej Brescii sięgają lat 80. XX wieku. Zakładano wówczas, że powstanie w pełni zautomatyzowany system metra lekkiego, jako pierwszy w średniej wielkości mieście. Pierwszy przetarg ogłoszono już w 1989 roku, jednak projekt został porzucony 7 lat później z powodu braku finansowania.
W 1995 roku rząd zapewnił finansowanie części projektu, a w 2002 resztę pieniędzy zaoferował samorząd Lombardii.
Umowę na realizację I linii podpisano z konsorcjum Ansaldo STS w 2003 roku. Budowa rozpoczęła się rok później, jednak z powodu licznych odkryć archeologicznych, otwarcie metra oddalało się w czasie. Ostatecznie linię I oddano do użytku po dekadzie, 2 marca 2013 roku.